# Croton larensis
Espèce
Classification APG II (2003)
Croton larensis est une espèce de plantes à fleurs du genre Croton et de la famille Euphorbiaceae présente au Venezuela.